# 1860 Barbarossa
Az 1860 Barbarossa (ideiglenes jelöléssel 1973 SK) a Naprendszer kisbolygóövében található aszteroida. Wild, P. fedezte fel 1973. szeptember 28-án, Zimmerwaldban.